# NGC 1691
NGC 1691 est une galaxie lenticulaire située dans la constellation d'Orion. NGC 1691 a été découverte par l'astronome Français Édouard Stephan en 1876.

## Caractéristiques
NGC 1691 présente une large raie HI et c'est une galaxie à sursauts de formation d'étoiles.

### Distance
Sa vitesse par rapport au fond diffus cosmologique est de 4 551 ± 10 km/s, ce qui correspond à une distance de Hubble de 67,1 ± 4,7 Mpc (∼219 millions d'al).

### Émission de radiation ultraviolette
NGC 1691 est une galaxie dont le noyau brille dans le domaine de l'ultraviolet. Elle est inscrite dans le catalogue de Markarian sous la cote Mrk 1088 (MK 1088).

### Luminosité dans l'infrarouge
La luminosité de la galaxie NGC 1691 dans l'infrarouge lointain (de 40 à 400 µm)  est égale à 5,75 × 1010 {\displaystyle L_{\odot }} (1010,76{\displaystyle L_{\odot }}) et sa luminosité totale dans l'infrarouge (de 8 à 1 000 µm) est de 8,13 × 1010 {\displaystyle L_{\odot }} (1010,91{\displaystyle L_{\odot }}).

## Groupe de NGC 1762
NGC 1691 fait partie du groupe de NGC 1762 qui comprend au moins 27 galaxies, dont les galaxies IC 392, NGC 1590, NGC 1633, NGC 1642, NGC 1713, NGC 1719 et NGC 1762.